# ヨーテボリ・ランドヴェッテル空港
ヨーテボリ・ランドヴェッテル空港（ヨーテボリ・ランドヴェッテルくうこう、Göteborg Landvetter Airport ）は、スウェーデン王国ヴェストラ・イェータランド県ヨーテボリ郊外のランドヴェッテルに位置する国際空港である。

## 概要
空港は1977年に開港。スウェーデン国内ではストックホルム・アーランダ空港についで2番目の規模。2015年には述べ約616万人が利用した。

## 就航航空会社と就航都市
国内線
| 航空会社                                 | 就航地 |
| ---------------------------------------- | --- |
| スカンジナビア航空                       | ストックホルム/アーランダ（ストックホルム）、ウメオ（ウメオ）、ルレオ（ルレオ）、エステルスンド（エステルスンド） |
| ブラーテンズ・リージョナル・エアラインズ | ストックホルム/ブロンマ（ストックホルム）、 ヴィスビュー（ヴィスビュー）、エステルスンド                          |
| ネクストジェット                         | スンツヴァル（スンツヴァル）、ルレオ（ルレオ）                                                                    |
| ノルウェー・エアシャトル                 | ストックホルム/アーランダ（ストックホルム）                                                                       |

国際線
| 航空会社                                        | 就航地 |
| ----------------------------------------------- | --- |
| スカンジナビア航空                              | コペンハーゲン空港（コペンハーゲン）、ジュネーヴ空港（ジュネーブ）、マラガ＝コスタ・デル・ソル空港（マラガ） |
| スカンジナビア航空 運航はシティジェット         | コペンハーゲン空港（コペンハーゲン） |
| ノルウェー・エア・インターナショナル            | マラガ＝コスタ・デル・ソル空港（マラガ）、フィウミチーノ空港（ローマ） |
| ノルウェー・エアシャトル                        | ロンドン・ガトウィック空港（ロンドン）、ザルツブルク空港（ザルツブルク） 季節運航:コート・ダジュール空港（ニース）、プーラ空港（プーラ）、スプリト空港（スプリト） |
| ヴィデロー航空                                  | オスロ空港（オスロ） 季節運航:ベルゲン空港（ベルゲン） |
| アイスランド航空                                | 季節運航:ケプラヴィーク国際空港 |
| プリメーラ・エア                                | 季節運航:アテネ国際空港（アテネ）、ハニア国際空港（ハニア） |
| フィンエアー                                    | ヘルシンキ・ヴァンター国際空港（ヘルシンキ） |
| ルフトハンザドイツ航空                          | フランクフルト空港（フランクフルト）、ミュンヘン国際空港（ミュンヘン） |
| ユーロウイングス                                | デュッセルドルフ空港（デュッセルドルフ） |
| スイスインターナショナルエアラインズ            | ジュネーブ空港（ジュネーブ）、チューリッヒ空港（チューリッヒ） |
| オーストリア航空                                | 季節運航:ウィーン国際空港（ウィーン） |
| BMIリージョナル                                 | バーミンガム空港（バーミンガム）、リヨン・サン＝テグジュペリ国際空港（リヨン） |
| ブリティッシュ・エアウェイズ                    | ケンブリッジ空港（ケンブリッジ）、ロンドン・ヒースロー空港（ロンドン） |
| ブリティッシュ・エアウェイズ 運航はサン・エアー | オーフス空港（オーフス） |
| ライアンエアー                                  | ロンドン・スタンステッド空港（ロンドン）、マラガ＝コスタ・デル・ソル空港（マラガ）、モドリン空港（ワルシャワ） 季節運航:エディンバラ空港（エディンバラ）、ベルガモ・オーリオ・アル・セーリオ空港（ベルガモ）、ピサ空港（ピサ）、ローマ・チャンピーノ空港（ローマ)、ザダル空港（ザダル） |
| KLMオランダ航空                                 | アムステルダム・スキポール空港（アムステルダム） |
| ブリュッセル航空                                | ブリュッセル国際空港（ブリュッセル） |
| エールフランス                                  | パリ＝シャルル・ド・ゴール空港（パリ） |
| LOTポーランド航空                               | ワルシャワ・ショパン空港（ワルシャワ） |
| エア・バルティック                              | リガ国際空港（リガ） |
| ウィズエアー                                    | ベオグラード・ニコラ・テスラ空港（ベオグラード）、リスト・フェレンツ国際空港（ブダペスト）、グダニスク・レフ・ヴァウェンサ空港（グダニスク）、スコピエ空港（スコピエ）、トゥズラ国際空港（トゥズラ）、ヴィリニュス国際空港（ヴィリニュス）、ワルシャワ・ショパン空港（ワルシャワ）      |
| チェコ航空                                      | ヴァーツラフ・ハヴェル・プラハ国際空港（プラハ）、ハンブルク空港（ハンブルク） |
| ターキッシュ エアラインズ                       | アタテュルク国際空港（イスタンブール） |